# آفة حالة للعظم

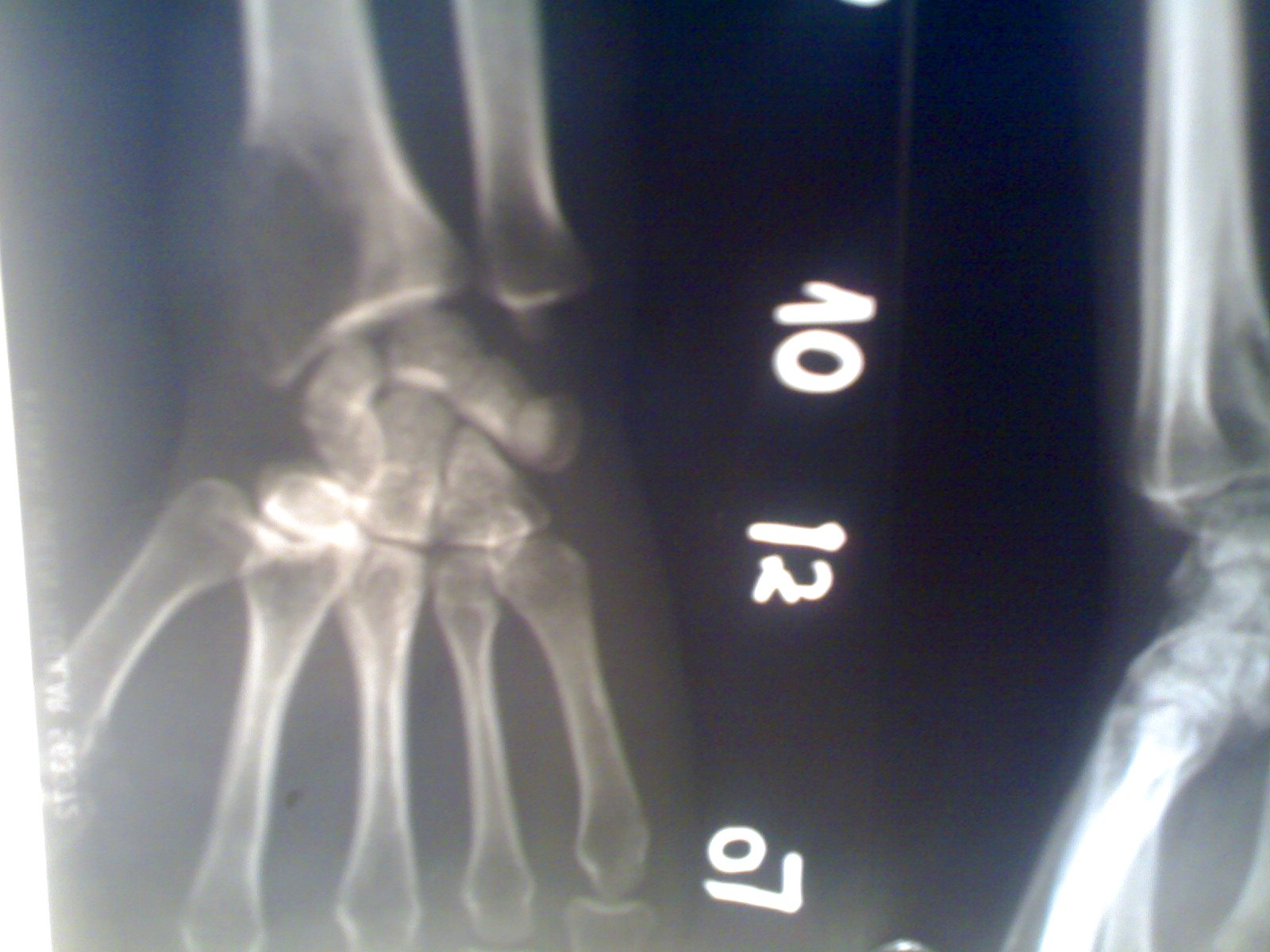

الآفة الحالّة للعظم (بالإنجليزية: Osteolytic lesion، من الأصل اللاتيني لكلمتي «عظم» (ὀστέον) و«انحلال» (λύειν)) هي جزء متلين من عظم المريض ينجم عن أمراض محددة، بما فيها سرطان الثدي والورم النقوي المتعدد. تظهر هذه المنطقة اللينة على صورة الأشعة السينية على شكل فراغ بسبب نقص كثافة العظم (إذ تمر الأشعة السينية عبر المنطقة ناقصة الكثافة بسهولة مسببةً لونًا أسود على الفلم الشعاعي). تترافق العديد من الأمراض الأخرى مع هذه العرض. قد تسبب الآفة الحالة للعظم حدوث الألم، وزيادة خطر الإصابة بالكسور العظمية وانضغاط النخاع الشوكي. يمكن معالجة هذه الآفات باستخدام أدوية البيسفوسفونات أو عبر الأشعة، وهناك حلول أخرى تُجرى عليها اختبارات ضمن التجارب السريرية.

## الأسباب الخلوية
يحدث الانحلال العظمي نتيجة اختلال التوازن بين العوامل المنظمة، ويظهر هذا الاختلال على شكل استنزاف وارتشاف للنسيج العظمي القديم مع نقص في إعادة بناء العظم، وتُعرف هذه العملية بإعادة قولبة العظم (تجدد العظام). يحدث الانحلال بسبب ازدياد كمية العوامل المنظمة التي تطلقها أنواع محددة من الأورام متجاوزةً قدرة نظام إصلاح النسج فينتج عن ذلك تشكل الآفات. قد يسبب فرط فعالية خلايا ناقضات العظم (كاسرات العظم) حدوث فرط كالسيوم الدم الذي قد يُلحق الضرر بالكليتين ويتطلب المزيد من الأدوية والمراقبة.
في الورم النقوي المتعدد، يوقف العددُ المتزايد من الخلايا النقوية بانياتِ العظم عن تشكيل نسيج عظمي جديد، وتطلق هذه الخلايا السرطانية عوامل تسبب تحريضًا زائدًا لناقضات العظم، مسببةً ازديادًا في ارتشاف النسيج العظمي وانهيارًا في سلامة البنية العظمية. يبدأ الانهيار غالبًا في نخاع العظم قرب موقع الورم وينتشر نحو الخارج إلى سطح العظم المصاب.
تشمل السرطانات التي ترسل نقائل تسبب آفات حالةً للعظم بشكل شائع: سرطانات الدرق، والرئة، والكلية، وسرطانات السبيل المعدي المعوي، والورم الميلانيني الخبيث (الميلانوما الخبيثة)، وسرطان الثدي، مع أن أي سرطان قد يسبب آفات عظمية. تتوضع الآفات غالبًا في العظام الكبيرة، مثل الجمجمة، والحوض، والكعبرة، والفخذ.

## العلاجات الممكنة

### البيسفوسفونات
البيسفوسفونات هي أدوية تُستخدم للوقاية من خسارة الكتلة العظمية، وغالبًا ما تُستخدم لعلاج الآفات الحالة للعظام. حمض الزوليدرونيك (يباع تحت الاسم التجاري «ريكلاست») هو دواء نوعي يُعطى لمرضى السرطانات ليمنع تدهور حالة الآفات العظمية، وهناك تقارير تذكر أنه يملك تأثيرًا مضادًا للورم بالإضافة إلى دوره السابق. أُجريت اختبارات سريرية على حمض الزوليدرونيك بالتزامن مع استخدام الكالسيوم وفيتامين د لتحسين صحة العظام.
الدينوسوماب، وهو جسم مضاد وحيد النسيلة، مثبط لـ«منشط ربيطة مستقبل العامل النووي كابا ب» (اختصارًا رانكل RANKL)، ويستهدف هذا الدواء مورثة «رانكل» المنظمة لعملية الموت الخلوي المبرمج للخلايا العظمية، ويُوصف للوقاية من النقائل والآفات العظمية. تُوصف أغلب أدوية البيسفوسفونات بالترافق مع علاجات نوعية للمرض، مثل العلاج الكيميائي أو الإشعاعي لمرضى السرطان.

### التشعيع
قد تُعالج الآفات العظمية عند المرضى المصابين بالورم النقوي المتعدد باستخدام علاج إشعاعي منخفض الجرعة بهدف تخفيف الألم والأعراض الأخرى. يمكن استخدام العلاج الإشعاعي عند مشاركته مع العلاج المناعي الكيميائي لعلاج بعض السرطانات عبر توجيهه نحو مناطق الآفات العظمية والعظم المتلين.